# Martina Zacke
Martina Zacke (* 6. Juli 1984) ist eine deutsche Florettfechterin, Vizeeuropameisterin und mehrfache Deutsche Vizemeisterin. Die Linkshänderin ficht für den SC Berlin.

## Erfolge
In der Kadetten- und Juniorenaltersklasse wurde Zacke 2002 und 2003 dritte bei den Junioreneuropameisterschaften mit der Mannschaft. 2004 wurde sie bei den Juniorenweltmeisterschaften in Plowdiw ebenfalls mit der Mannschaft Vizejuniorenweltmeisterin.
Bei den Aktiven nahm sie an den Weltmeisterschaften 2010 in Paris teil und wurde 35. Mit der Mannschaft belegte sie hinter Italien, Polen und Südkorea den vierten Platz. Ihr größter Erfolg war ebenfalls im Jahr 2010 der Gewinn der Vizeeuropameisterschaft in Leipzig. Die Damenflorettmannschaft mit Katja Wächter, Carolin Golubytskyi, Sandra Bingenheimer und Martina Zacke musste sich hier nur den Italienerinnen mit 45 zu 26 Treffern geschlagen geben. Im Einzel wurde Zacke 30. Bei den Europameisterschaften 2011 in Sheffield und 2012 in Legnano nahm sie ebenfalls teil. 2012 wurde sie Sechste mit der Mannschaft und 24. im Einzel, 2011 startete sie nur im Einzelwettbewerb und wurde 27.
Zacke wurde 2007 und 2013 dritte bei den Deutschen Meisterschaften. Mit der Mannschaft des SC Berlin belegte sie bei den Deutschen Meisterschaften 2002, 2007, 2011 und 2012 jeweils den zweiten Platz, 2013 den dritten. Die damalige Studentin der Sportwissenschaft wurde außerdem 2009 dritte bei der 25. Sommer-Universiade in Belgrad.